# Seymour Papert
Seymour Papert (ur. 29 lutego 1928 w Pretorii, zm. 31 lipca 2016 w Blue Hill) – południowoafrykański matematyk i informatyk, jeden z autorów języka programowania LOGO, oraz jeden z pionierów sztucznej inteligencji.
Wychował się i uczył w Południowej Afryce, gdzie występował przeciwko apartheidowi.
Matematyk MIT, autor prac z zakresu matematyki, AI, edukacji, procesów poznawania (zwłaszcza u dzieci), współpracownik Marvina Minsky’ego, został nazwany przez Minsky’ego „najwybitniejszym żyjącym dydaktykiem matematyki”.
Przed śmiercią mieszkał w Maine (USA).

## Praca naukowa
- 1954-1958 Cambridge University
- 1958-1963 współpraca z Jeanem Piagetem na Uniwersytecie w Genewie
- wczesne lata 60. założenie (razem z Minsky’m) laboratorium AI na MIT

## Książki
- 1969 – Perceptrons (razem z Minsky’m)
- 1971 – Counter-free automata
- 1980 – Mindstorms: Children Computers and Powerful Ideas
- 1992 – The Children’s Machine: Rethinking School in the Age of the Computer
- 1996 – The Connected Family: bridging the digital generation gap

Pełna lista publikacji znajduje się tutaj 

## Projekty
- współtwórca projektu dla dzieci
- współpracował przy tworzeniu serii Lego Mindstorms (nazwa pochodzi od tytułu książki wydanej w 1980 roku)